# Théorème de fermeture/complémentaire de Kuratowski
Ne doit pas être confondu avec Théorème de Kuratowski.
En topologie générale, le théorème de fermeture/complémentaire de Kuratowski est un théorème, publié par Kuratowski en  1922 qui dit que dans un espace topologique, au plus 14 ensembles différents peuvent être produits à partir d'une partie donnée, en appliquant un nombre arbitraire de fois les opérations de fermeture et de complémentation. 
Dans le monde anglophone, ce résultat a eu un large écho trois décennies plus tard en tant qu'exercice dans le manuel General Topology de John L. Kelley.

## Démonstration
Soit S un sous-ensemble arbitraire d'un espace topologique. On écrit kS pour la fermeture de S, et cS pour le complément de S. Les trois identités suivantes interviennent dans la démonstration :
- kkS = kS (la fermeture est idempotente) ;
- ccS = S (la complémentation est involutive) ;
- kckckckS = kckS (qui équivaut à kckckckcT = kckcT — l'opération kckc est idempotente).

Les deux premières identités sont évidentes. La troisième se déduit des quatre axiomes de fermeture de Kuratowski et plus précisément : des deux premières identités ci-dessus et du fait que k est croissante (pour l'inclusion), c est décroissante, et S ⊂ kS. Accessoirement, elle équivaut à l'identité kikiS = kiS (la fermeture de l'intérieur est idempotente), où iS est l'intérieur de S (soit iS = ckcS).
Ces trois relations permettent de voir que le monoïde des opérations engendré par k et c n'a que 14 éléments ; pour cela, il suffit de construire le graphe de Cayley du monoïde. On peut aussi lister ses éléments ; ce sont :
1, k, ck,kck,ckck,kckck, ckckck et c, kc, ckc, kckc, ckckc, kckckc, ckckckc
Un sous-ensemble qui réalise le maximum de parties, à savoir 14, est appelé un « 14-ensemble » L'espace des nombres réels, pour la topologie usuelle, contient des 14-ensembles. Voici un exemple, :
{\displaystyle {]0,1[}\cup {]1,2[}\cup \{3\}\cup {\bigl (}[4,5]\cap \mathbb {Q} {\bigr )},}
où {\displaystyle ]0,1[} et {\displaystyle ]1,2[} sont des intervalles ouverts et {\displaystyle [4,5]} est un intervalle fermé.
Puisque i = ckc, on peut considérer le sous-monoïde engendré par k et i, et l'on vérifie qu'il n'a que 7 éléments (1, i, ki, iki, k, ik, kik). Ainsi, on peut former au plus sept ensembles en considérant les adhérences et intérieurs itérés de S.

## Autres résultats
Malgré son origine dans un contexte topologique, le théorème de fermeture/complémentaire de Kuratowski est en fait plus 
un résultat d'algèbre. Depuis 1960, un nombre important de problèmes proches ont été publiés, dont beaucoup n'ont que peu de lien avec la topologie générale.
Les opérations de fermeture et de complémentation engendrent un monoïde qui peut servir à classifier des espaces topologiques.